# Kunio Katō (historien)
 (juin 2017).
Ne doit pas être confondu avec Kunio Katō.
Kunio Katō (加藤邦男), né en 1935 à Osaka, est un architecte et théoricien japonais de l'architecture.

## Biographie
Kunio Katō est professeur émérite de l'université de Kyoto.